# 温坎
昭温坎（寮語： Chao Oun Kham，1811年6月5日—1895年12月15日)，老挝歷史上琅勃拉邦王国的国王，1872年至1887年及1889年至1894年在位。
由于治国无能，1885年暹罗军队前来进行干涉。1887年琅勃拉邦為刁文持匪幫攻破。溫坎在法國駐琅勃拉邦副領事奧古斯特·帕維的援助下逃往暹羅邊境避難。1893年法國與暹羅發生衝突後，琅勃拉邦由暹羅手中轉歸法國。
| 前任： 占塔拉 | 琅勃拉邦国王 1872年-1894年 | 繼任： 扎卡林 |